# Jonas Andersson i Hedsta
Jonas Andersson, Andersson i Hedsta, född 25 juli 1873 i Forsa socken,  Gävleborgs län, död 25 december 1931 i Forsa, var en svensk lantbrukare och politiker (Nationella partiet).
Andersson var ledamot av Sveriges riksdags första kammare 1922–1930, invald i Gävleborgs läns valkrets.